# Klaas- und Teppnitzbachtal sowie Uferzone Neuklostersee
Klaas- und Teppnitzbachtal sowie Uferzone Neuklostersee este o arie protejată (arie specială de conservare — SAC, sit de importanță comunitară — SCI) din Germania întinsă pe o suprafață de 406 ha, integral pe uscat.

## Localizare
Centrul sitului Klaas- und Teppnitzbachtal sowie Uferzone Neuklostersee este situat la coordonatele 53°52′33″N 11°43′45″E / 53.8758°N 11.7292°E.

## Înființare
Situl Klaas- und Teppnitzbachtal sowie Uferzone Neuklostersee a fost declarat sit de importanță comunitară în decembrie 1999 pentru a proteja 6 specii de animale. Situl a fost protejat și ca arie specială de conservare în august 2016.

## Biodiversitate
Situată în ecoregiunea continentală, aria protejată conține 5 habitate naturale: Ape puternic oligomezotrofe cu vegetație bentonică cu Chara spp., Lacuri eutrofice naturale cu vegetație de tip Magnopotamion sau Hydrocharition, Cursuri de apă de la nivel de câmpie la nivel montan, cu vegetație Ranunculion fluitantis și Callitricho-Batrachion, Păduri de fag Asperulo-Fagetum, Păduri aluvionare cu Alnus glutinosa și Fraxinus excelsior (Alno-Padion, Alnion incanae, Salicion albae).
La baza desemnării sitului se află mai multe specii protejate:
- mamifere (1): vidră de râu (Lutra lutra)
- nevertebrate (3): Unio crassus, Vertigo angustior, Vertigo moulinsiana
- pești (2): zvârluga (Cobitis taenia), cicar (Lampetra planeri)